# أورتانيس
أورتانيس هي قرية في مقاطعة سلماس، إيران. يقدر عدد سكانها بـ 43 نسمة بحسب إحصاء 2016.